# La Casera-Peña Bahamontes

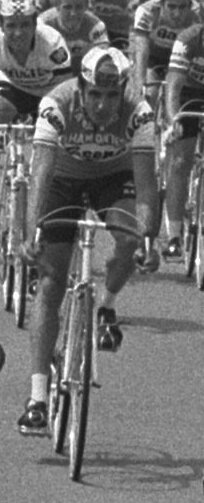
Corredor de l'equip ciclista espanyol al Tour de França el.1973.

L'equip La Casera-Peña Bahamontes va ser un equip ciclista espanyol que competí entre 1968 i 1974.

## Principals resultats
- Pujada a Arrate: Joaquín Galera (1970), Pedro Torres (1974)
- Volta a Mallorca: Andrés Oliva (1972)
- Volta a Portugal: Jesús Manzaneque (1973)
- Volta a Astúries: Jesús Manzaneque (1973)
- Volta a Aragó: Jesús Manzaneque (1973)
- Escalada a Montjuïc: Jesús Manzaneque (1973)
- Volta a La Rioja: Jesús Manzaneque (1973, 1974)
- Klasika Primavera: Andrés Oliva (1974)
- Volta a Cantàbria: Antoni Vallori (1974)

### A les grans voltes
- Volta a Espanya
  - 5 participacions (1970, 1971, 1972, 1973, 1974)
  - 1 victòries d'etapa:
    - 1 el 1973: Juan Zurano

  - 0 classificació final:
  - 4 classificacions secundàries:
    - Gran Premi de la muntanya: José Luis Abilleira (1973, 1974)
    - Classificació de la combinada: José Luis Abilleira (1974)
    - Classificació per equips: (1973)

- Tour de França
  - 2 participacions (1973, 1974)
  - 1 victòries d'etapa:
    - 1 el 1973: Pedro Torres

  - 1 classificacions secundàries:
    - Gran Premi de la muntanya: Pedro Torres (1973)

- Giro d'Itàlia
  - 1 participacions (1970)
  - 1 victòries d'etapa:
    - 1 el 1970: Miguel Mari Lasa